# Icelus ecornis
Icelus ecornis är en fiskart som beskrevs av Tsutsui och Yabe, 1996. Icelus ecornis ingår i släktet Icelus och familjen simpor. Inga underarter finns listade i Catalogue of Life.